# 阿部久美子
阿部 久美子（あべ くみこ、1967年1月16日 -）は、日本のメンタルトレーナー、心理セラピスト、心理カウンセラー、メンタルコーチ、研修講師。IMTメンタルオフィス(旧名ゆるやかな坂道)代表